# 保卫革命委员会 (布基纳法索)
保卫革命委员会（法語：Comités de Défense de la Révolution，缩写为CDR）是托马斯·桑卡拉执政时期（1983年－1987年）布基纳法索的基层革命组织。它的成立受到了古巴保卫革命委员会的启发。桑卡拉政权在每个工作场所都设立了保卫革命委员会，充当“政治和社会控制的器官”。1987年布基纳法索政变后，保卫革命委员会被新上台的布莱斯·孔波雷废除。